# Stonařov
Stonařov (niem. Stannern) – miasteczko w powiecie Igława w Czechach powstałe pod koniec XII wieku. Pierwsza pisemna wzmianka wspomina o Stonařovie w 1347 roku.Miejscowość 1367 otrzymała przywileje miejskie. Leży w pobliżu miasta Jihlava w Wysoczyźnie Morawskiej. Przez wieś przepływa rzeka Igława.

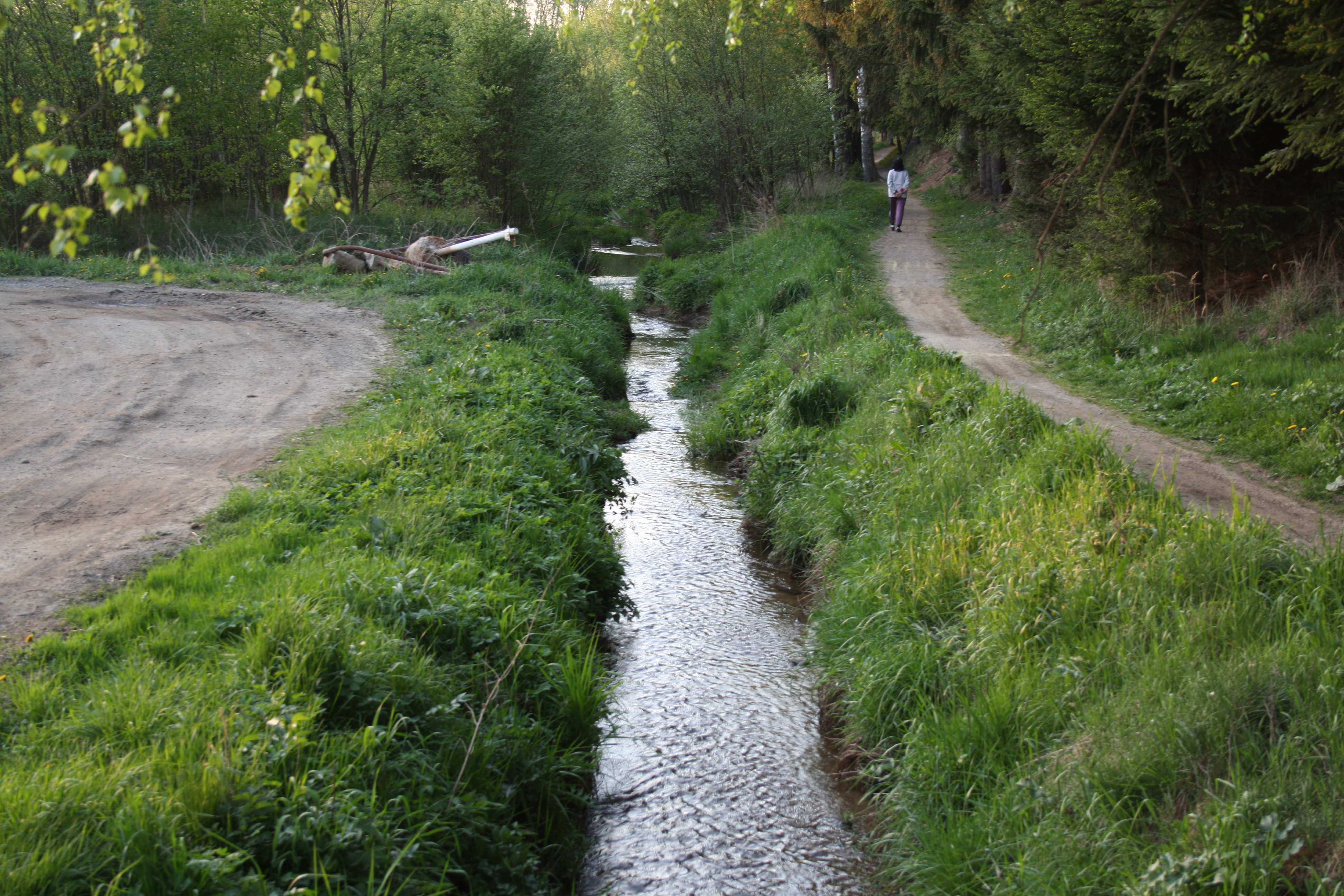
Rzeczka Jihlávka.
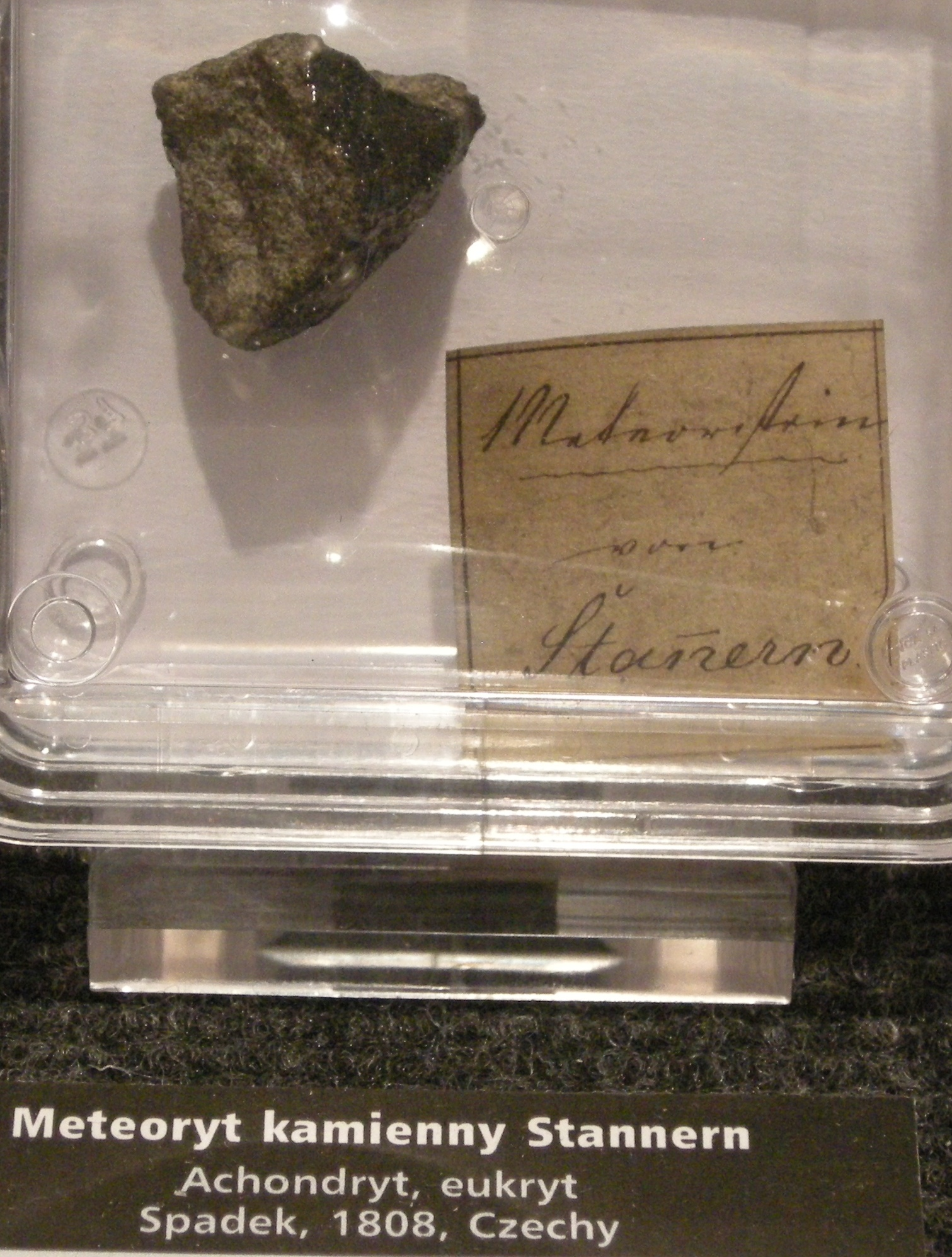
Meteoryt znaleziony w Stonařovie.